# Stinnes
Stinnes AG (även Hugo Stinnes Corporation och Hugo Stinnes AG) var ett dotterbolag till Deutsche Bahn inom området transport och logistik. I dag heter företaget DB Mobility Logistics och i det ingår bland annat DB Schenker.
Företaget hade sitt ursprung i de företag som grundades av Mathias Stinnes och Hugo Stinnes. Hugo Stinnes kom under sina sista år att leda båda Stinneskoncernerna, som totalt innefattade 3 000 företag och som vid hans död 1924 hade 600 000 medarbetare.